# Golofa antiquus
Golofa antiquus är en skalbaggsart som beskrevs av Gilbert John Arrow 1911. Golofa antiquus ingår i släktet Golofa och familjen Dynastidae. Inga underarter finns listade i Catalogue of Life.